# Герб Каларского района
Герб муниципального образования Каларский район Забайкальского края Российской Федерации.
Герб утверждён Решением № 128 районного Собрания представителей Каларского района 22 декабря 2005 года.
Герб внесён в Государственный геральдический регистр Российской Федерации под регистрационным номером 2158.

## Описание герба
«В червлёном поле беличья оконечность мехом и поверх всего стоящий золотой олень над таковым же приоткрытым сундуком, полным самоцветов разных тинктур».

## Описание символики
Каларский район имеет уникальное природно-географическое положение — он располагается в пределах Олекмо-Витимской горной страны, которая является частью Байкальской горной системы. Все фигуры герба характеризуют самобытность и уникальность района.
Олень указывает на традиционную для коренных народов отрасль хозяйства — оленеводство. В геральдике олень — символ духовности, созидания, изобилия, стремительности и красоты.
Сундук, наполненный самоцветами, символизирует разнообразие и богатство гор Каларского района.
Беличий мех показывает богатство охотничьих угодий.
Красный цвет поля — символ человеческого труда и мужества проявленного в освоении края; также красный цвет аллегорически символизирует Удоканское месторождение медных руд.
Золото в геральдике — символ жизни, плодородия, стабильности, интеллекта, уважения.

## История герба
В январе 2003 года Администрация Каларского района объявила конкурс по разработке герба муниципального образования.
Герб разработан при содействии Союзом геральдистов России и утверждён 22 декабря 2005 года.
Авторы герба: идея герба — Ирина Куцевалова, Сергей Геронок, Николай Зайков (все представители села Чара), Константин Мочёнов (Химки); обоснование символики — Кирилл Переходенко (Конаково); компьютерный дизайн — Оксана Афанасьева (Москва).